# Lac-des-Rouges-Truites
Lac-des-Rouges-Truites è un comune francese di 370 abitanti situato nel dipartimento del Giura nella regione della Borgogna-Franca Contea.

## Società

### Evoluzione demografica
Abitanti censiti